# トゥア・タゴヴァイロア
- トゥア・タンゴヴァイロア

トゥアニガマヌオレポラ・タゴヴァイロア（Tuanigamanuolepola "Tua" Tagovailoa, 1998年3月2日 - ）は、アメリカ合衆国ハワイ州エワビーチ（オアフ島）出身のアメリカンフットボール選手。ポジションはクォーターバック（QB）。NFLのマイアミ・ドルフィンズに所属している。右利きだが、ボールは左で投げる。
Tagovailoaの'g'は鼻濁音（軟口蓋鼻音[ŋ]）であるため、「タンゴヴァイロア」と呼ばれることもある。

## 経歴

### プロ入り前
サモア人の両親の元、ハワイ州オアフ島で育つ。高校は、同じハワイ出身のマーカス・マリオタを輩出したホノルルのセントルイス学校に進学。卒業後、17あるオファーの中からアラバマ大学を選択し入学。
カレッジフットボールでは、2017年と2018年の2年連続でナショナル・チャンピオンシップへの出場を果たし、2017年はMVPに輝く。その他、マクスウェル賞やウォルターキャンプ賞などいくつか賞や栄誉を獲得し、ハイズマン賞のファイナリストに選ばれるも惜しくも受賞とはならなかった。2019年は、11月16日の試合中の怪我が原因で股関節脱臼になり苦しいシーズンとなった。

#### 大学時代の通算成績
| 年度 | チーム   | 試合 | 試合 | パス      | パス      | パス      | パス        | パス             | パス | パス | パス          | ラン      | ラン        | ラン             | ラン |
| 年度 | チーム   | 出場 | 先発 | 成功 回数 | 試投 回数 | 成功 確率 | 獲得 ヤード | 平均 獲得 ヤード | TD   | Int  | レイテ ィング | 試行 回数 | 獲得 ヤード | 平均 獲得 ヤード | TD   |
| ---- | -------- | ---- | ---- | --------- | --------- | --------- | ----------- | ---------------- | ---- | ---- | ------------- | --------- | ----------- | ---------------- | ---- |
| 2017 | アラバマ | 8    | 0    | 49        | 77        | 63.6      | 636         | 8.3              | 11   | 2    | 175.0         | 27        | 133         | 4.9              | 2    |
| 2018 | アラバマ | 15   | 15   | 245       | 355       | 69.0      | 3966        | 11.2             | 43   | 6    | 199.4         | 57        | 190         | 3.3              | 5    |
| 2019 | アラバマ | 9    | 9    | 180       | 252       | 71.4      | 2840        | 11.3             | 33   | 3    | 206.9         | 21        | 25          | 1.2              | 2    |
| 計   | 計       | 32   | 24   | 474       | 684       | 69.3      | 7442        | 10.9             | 87   | 11   | 199.4         | 105       | 348         | 3.3              | 9    |

- 太字は自身最高記録

### マイアミ・ドルフィンズ
新型コロナウイルスにより社会距離拡大戦略のためTV会議で行われた2020年のNFLドラフトで、1巡目（全体5位）でマイアミ・ドルフィンズから指名された。5月11日、ドルフィンズと4年総額4000万ドルで契約した。
シーズンでは、10月18日の第6週ニューヨーク・ジェッツ戦で途中出場でライアン・フィッツパトリックに代わり、NFLデビューを果たす。バイウィークを挟み次戦となった第8週ロサンゼルス・ラムズ戦で初の先発出場を果たす。結果は、93パスヤード、1タッチダウンを記録し、チームは28-17で勝利し、タゴヴァイロアにとって初の先発勝利となった。　

#### 2022年
2022年シーズン前のオフシーズン中、ドルフィンズはヘッドコーチのブライアン・フローレスを解雇した。その後、2022年2月6日にマイク・マクダニエルをヘッドコーチとして雇った。マクダニエルは、スタータークォーターバックとしてタゴヴァイロアを出場させることを発表した。
タゴヴァイロアは、第1週のニューイングランド・ペイトリオッツ戦で270ヤード、1タッチダウンを投げ、20-7での勝利に貢献した。翌週のボルチモア・レイブンズ戦では、469ヤード、6タッチダウン、2インターセプトを投げ、42-38での劇的な逆転勝利をものにした。この469ヤード、6タッチダウンという成績は、1試合におけるタゴヴァイロアのキャリアハイの成績となっている。
第3週のバッファロー・ビルズ戦の前半で負傷したが、背中の負傷と判断され後半に復帰した。しかし、翌週のシンシナティ・ベンガルズ戦でサックを受けた際に意識を失って退場となり、その後の2試合を欠場した。第16週のパッカーズ戦では再び脳震盪の症状を起こして残りシーズンを欠場した。

#### 2023年
2023年3月20日、チームから5年目の契約オプションを行使された。シーズンでは全17試合に先発出場し、リーグ最長となる4624パス獲得ヤードを記録して、自身初のプロボウルに選出された。

#### 2024年
2024年7月28日、ドルフィンズと1億6700万ドルが保証された4年総額2億1240万ドルの契約延長に合意した。シーズンでは第2週のビルズ戦において、3度目となる脳震盪の症状を起こし、その後の4試合を欠場した。

## 詳細情報

### 年度別成績

#### レギュラーシーズン
| 年度     | チーム   | 背 番 号 | 試合 | 試合 | パス      | パス      | パス      | パス        | パス             | パス | パス | パス          | ラン      | ラン        | ラン             | ラン | ファンブル    | ファンブル |
| 年度     | チーム   | 背 番 号 | 出場 | 先発 | 成功 回数 | 試投 回数 | 成功 確率 | 獲得 ヤード | 平均 獲得 ヤード | TD   | Int  | レイテ ィング | 試行 回数 | 獲得 ヤード | 平均 獲得 ヤード | TD   | ファン ブル数 | ロスト     |
| -------- | -------- | -------- | ---- | ---- | --------- | --------- | --------- | ----------- | ---------------- | ---- | ---- | ------------- | --------- | ----------- | ---------------- | ---- | ------------- | ---------- |
| 2020     | MIA      | 1        | 10   | 9    | 186       | 290       | 64.1      | 1814        | 6.3              | 11   | 5    | 87.1          | 36        | 109         | 3.0              | 3    | 1             | 1          |
| 2021     | MIA      | 1        | 13   | 12   | 263       | 388       | 67.8      | 2653        | 6.8              | 16   | 10   | 90.1          | 42        | 128         | 3.0              | 3    | 9             | 1          |
| 2022     | MIA      | 1        | 13   | 13   | 259       | 400       | 64.8      | 3548        | 8.9              | 25   | 8    | 105.5         | 24        | 70          | 3.0              | 0    | 6             | 1          |
| 2023     | MIA      | 1        | 17   | 17   | 388       | 560       | 69.3      | 4624        | 8.3              | 29   | 14   | 101.1         | 35        | 74          | 2.1              | 0    | 13            | 5          |
| 2024     | MIA      | 1        | 11   | 11   | 291       | 399       | 72.9      | 2867        | 7.2              | 19   | 7    | 101.4         | 17        | 49          | 2.9              | 0    | 7             | 2          |
| NFL：5年 | NFL：5年 | NFL：5年 | 64   | 62   | 1387      | 2037      | 68.1      | 15506       | 7.6              | 100  | 44   | 97.9          | 153       | 430         | 2.8              | 6    | 36            | 10         |

- 2024年度シーズン終了時
- 太字は自身最高記録
- ■は各年度のリーグ最高記録

#### ポストシーズン
| 年度 | チーム | 試合 | 試合 | パス      | パス      | パス      | パス        | パス             | パス | パス            | パス   | パス          | パス          | ラン      | ラン        | ラン             | ラン | ファンブル    | ファンブル |
| 年度 | チーム | 出場 | 先発 | 成功 回数 | 試投 回数 | 成功 確率 | 獲得 ヤード | 平均 獲得 ヤード | TD   | インター セプト | サック | サック ヤード | レイテ ィング | 試行 回数 | 獲得 ヤード | 平均 獲得 ヤード | TD   | ファン ブル数 | ロスト     |
| ---- | ------ | ---- | ---- | --------- | --------- | --------- | ----------- | ---------------- | ---- | --------------- | ------ | ------------- | ------------- | --------- | ----------- | ---------------- | ---- | ------------- | ---------- |
| 2023 | MIA    | 1    | 1    | 20        | 39        | 51.3      | 199         | 5.1              | 1    | 1               | 2      | 11            | 63.9          | 3         | 25          | 8.3              | 0    | 0             | 0          |
| 通算 | 通算   | 1    | 1    | 20        | 39        | 51.3      | 199         | 5.1              | 1    | 1               | 2      | 11            | 63.9          | 3         | 25          | 8.3              | 0    | 0             | 0          |

- 2024年度シーズン終了時